# Катар на Светском првенству у атлетици у дворани 2012.
Катар је учествовао на Светском првенству у атлетици у дворани 2012. одржаном у Истанбулу од 9. до 11. марта. девети пут. Репрезентацију Катара представљало је тројица такмичара, који су се такмичили у три дисциплине.
На овом првенству Катар није освојио ниједну медаљу нити је остварен неки рекорд.

## Учесници
Мушкарци:
- Мусаеб Абдулрахман Бала — 800 м
- Мохамед ал-Гарни — 1.500 м
- Мутаз Еса Баршим — Скок увис

## Резултати

### Мушкарци
| Атлетичар               | Дисциплина | Лични рекорд | Квалификације | Квалификације | Полуфинале | Полуфинале | Финале                | Финале  | Детаљи |
| Атлетичар               | Дисциплина | Лични рекорд | Резултат      | Место         | Резултат   | Место      | Резултат              | Место   | Детаљи |
| ----------------------- | ---------- | ------------ | ------------- | ------------- | ---------- | ---------- | --------------------- | ------- | ------ |
| Мусаеб Абдулрахман Бала | 800 м      | 1:47,85      | 1:49,71 КВ    | 2. у гр. 2    | 1:49,51    | 6. у гр. 1 | Нису се квалификовали | 15 / 32 |        |
| Мохамед ал-Гарни        | 1.500 м    | 3:36,88 НР   | 3:47,63       | 10. у гр. 1   |            |            | Нису се квалификовали | 21 / 23 |        |
| Мутаз Еса Баршим        | Скок увис  | 2,37 НР      | 2,29 кв       | 1             | 2,28       | 9 / 23     |                       |         |        |